# Hari
Hari (sanskryt हरि, dosłownie: „złocisty”) – jedno ze świętych imion Boga w hinduizmie, sikhizmie i religii rawidasi.

## Hinduizm
To 650. imię boga Wisznu (wymienione w Wisznu Sahaśranama). Według Adiego Śankary Hari oznacza: Ten, który niszczy samsarę, czyli wyzwala z cyklu reinkarnacji i jednocześnie rozprasza ignorancję. Szczególne znaczenie ma mantra Hari Om, gdzie „Om” jest pierwotną wibracją twórczą, z której powstał cały wszechświat.

### Gaudija wisznuizm
To imię Kryszny (Najwyższej Osoby Boga – Bhagawan).
Imię „Hari” uznawane jest za obdarzone ogromną mocą duchową. Ma ono wzbudzać „wibracje transcendentne”, gdy powtarzane jest w modlitwach (dżapa), w mantrach (np. w Maha Mantra) lub w pieśniach (kirtan). Wielu mistrzów duchowych (guru) miało zwyczaj śpiewać: „Hari bol, Hari bol!”… („Proszę, powiedz: Hari”), ponieważ powtarzanie tego imienia ma natychmiast usuwać efekty złych działań, a więc złą karmę, a także zły wpływ astrologii na życie ludzkie. Innym działaniem ma być również rozpraszanie ignorancji i iluzji, które oddalają wieczną duszę (atmana) od Boga. W Mahabharacie Kryszna mówi:
Oddalam grzechy tych, którzy mnie pamiętają
Przyjmuję święte ofiary
Moja skóra ma kolor błękitny
Dlatego nazywają mnie Hari.

## Sikhizm
Jedno ze świętych imion Boga. Najważniejsza świątynia sikhijska- Złota Świątynia w Amritsarze nazywana jest Harimandir- „świątynia Boga”.

## Rawidasi
Hari jest świętym symbolem religijnym, składającym się z 3 liter w alfabecie gurmukhi (z literą „i” wyobrażoną w formie płomienia). Ten symbol ozdabia świątynie, zwane gurderhas.

## Pochodzenie i wpływy
Słowo Hari pochodzi prawdopodobnie od praindoeuropejskiego rdzenia *ghel- (świecić, błyszczeć) i spokrewnione jest m.in. z ang. yellow i pol. żółty.
Współcześnie Hari występuje także w wielu językach nie-indoeuropejskich, które zapożyczyły to słowo za pośrednictwem kultury i religii indyjskiej, np. hari oznacza: dzień w języku malajskim – stąd pochodzi pseudonim Maty Hari (Oko Dnia) i król w tagalog. Występuje również powszechnie w indyjskich językach drawidyjskich.